# Groutte
Groutte é uma comuna francesa na região administrativa do Centro, no departamento Cher. Estende-se por uma área de 2,89 km². Em 2010 a comuna tinha 134 habitantes (densidade: 46,4 hab./km²).